# Sirsa (Uttar Pradesh)
Sirsa es un pueblo y nagar Panchayat situado en el distrito de Prayagraj en el estado de Uttar Pradesh (India). Su población es de 12686 habitantes (2011). 

## Demografía
Según el  censo de 2011 la población de Sirsa era de 12686 habitantes, de los cuales el 53% eran hombres y el 47% eran mujeres. Sirsa tiene una tasa media de alfabetización del 76%, superior a la media nacional del 59,5%: la alfabetización masculina es del 77%, y la alfabetización femenina del 54%.